# Jakob Alt

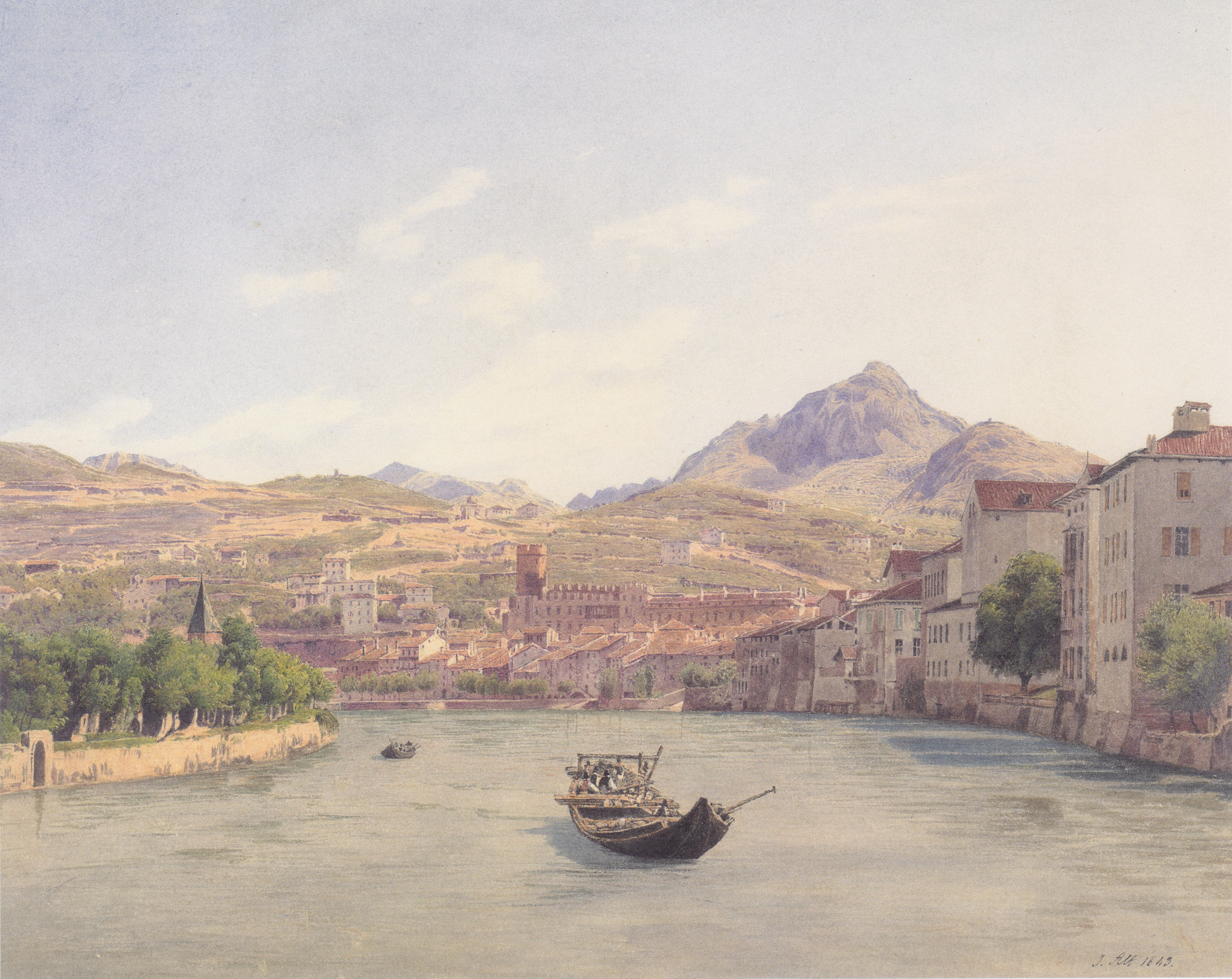
Jakob Alt: Trient látképe az Etsch hídjáról, akvarell, 1843

Jakob Alt, magyarosan Alt Jakab (Frankfurt am Main, 1789. szeptember 27. – Bécs, 1872. szeptember 30.) német–osztrák festőművész, akvarellista, litográfus. Főként tájképfestőként ismeretes. Franz és Rudolf von Alt festőművészek apja.

## Pályafutása
Szülővárosában elkezdett festészeti tanulmányait, 1811-től a Bécsi Akadémián folytatta, ahol Friedrich August Brand és Martin von Molitor mesterektől történelmi tárgyú festészetet tanult. Pályafutása során mégis inkább tájképfestőként vált ismertté, miközben bebarangolta a Duna-mentét és az Alpokat, majd 1828 és 1833 között észak-Itáliában és egy rövid ideig Rómában is alkotott. Litográfiái Adolf Friedrich Kunike „264 Donau-Ansichten nach dem Laufe des Donaustromes ...“ című, az 1820-as években kiadott gyűjteményében jelentek meg. Munkássága folyamán a Felvidéken, Pozsonyban is járt. „Pozsony látképe a Duna felől“ című akvarellje a pozsonyi Városi Galéria gyűjteményében található.

## Fordítás
- Ez a szócikk részben vagy egészben a Jakob Alt című német Wikipédia-szócikk ezen változatának fordításán alapul.  Az eredeti cikk szerkesztőit annak laptörténete sorolja fel. Ez a jelzés csupán a megfogalmazás eredetét és a szerzői jogokat jelzi, nem szolgál a cikkben szereplő információk forrásmegjelöléseként.